# مارک کاردونا
مارک کاردونا (اسپانیایی: Marc Cardona‎؛ زادهٔ ۸ ژوئیهٔ ۱۹۹۵) یک بازیکن فوتبال اسپانیایی است که هم‌اکنون در باشگاه فوتبال بارسلونا بی بازی می‌کند.